# Aleksándr Shelepin
Aleksandr Nikoláievich Shelepin (en ruso Алекса́ндр Никола́евич Шеле́пин; 18 de agosto de 1918-24 de octubre de 1994) fue un político y oficial de seguridad soviético, miembro del Comité Central del Partido Comunista de la Unión Soviética, miembro de su Buró Político, jefe de la KGB desde el 25 de diciembre de 1958 al 13 de noviembre de 1961.

## Biografía
Natural de Vorónezh, estudia Filosofía y Letras en Moscú. Durante de Segunda Guerra Mundial recluta guerrilleros. Tras la ejecución por los alemanes de la partisana Zoya Kosmodemyánskaya, seleccionada por Shelepin, fue promocionado en su carrera política por Iósif Stalin convirtiéndose en 1943 en un alto funcionario de la Internacional Juvenil Comunista, para alcanzar en 1952 la presidencia de la organización sucesora, la Federación Mundial de la Juventud Democrática, ocupando el cargo hasta 1958.
En 1954 acompañó a Nikita Jruschov en su viaje a la República Popular de China.

## KGB
Jefe de la policía secreta soviética, la NKVD, reorganizada y reformada como la KGB tras de Stalin. Nikita Jruschov nombra a Shelepin tras las deserciones del KGB producidas en la década de 1950 sustituyendo a Iván Serov. Durante su mandato intentó recuperar para la KGB la posición obtenida durante la era estalinista. Para ello prescinde de muchos oficiales sustituyéndolos por funcionarios de las organizaciones del Partido, y, sobre todo, de la Liga de la Juventud Comunista, cuya jefatura ostentó.
Durante la década de 1950 propuso y llevó a cabo una destrucción de muchos documentos relacionados con la masacre de Katyn, que supuso el asesinato de 21 857 polacos.
En 1960, entregó personalmente la condecoración de Héroe de la Unión Soviética al asesino de Lev Trotski el español Ramón Mercader. En el verano de 1961 promueve los conocidos como movimientos de liberación nacional en América Central y África subsahariana siendo aprobada su iniciativa por Jruschov y por el Comité Central del PCUS. Cuenta con el apoyo militar de Cuba a los movimientos de liberación nacional africanos con el Che Guevara, en cooperación con Ahmed Ben Bella (أحمد بن بلة en árabe) primer presidente de Argelia.

## Derrocamiento de Jruschov y caída en desgracia
En noviembre de 1961 abandonó el KGB siendo promovido a la secretaría del Comité Central, donde se cree que todavía ejerce control sobre la KGB. Lo sustituye su protegido Vladímir Yefímovich Semichastny. En 1962 se convirtió en primer vice primer ministro. Inductor del golpe de Estado contra Jruschov de octubre de 1964, consiguiendo el apoyo del KGB a los conspiradores. Con esta iniciativa esperaba alcanzar la jefatura del gobierno cuando Jruschov fuese derrocado, ya que dominaba la facción estalinista del Partido.
En noviembre de 1964 fue recompensado con su nombramiento como miembro de pleno derecho del Politburó, lo que no colmó sus ambiciones. A finales de 1965 y hasta 1970 fue testigo de la expulsión sistemática de sus aliados en el Partido Comunista. En 1975 fue apartado de la primera línea política, ocupando puestos secundarios hasta su jubilación en 1984.